# OGLE-TR-10 b
OGLE-TR-10 b è un pianeta extrasolare di tipo gioviano caldo orbitante attorno alla stella OGLE-TR-10, una stella variabile nana gialla di classe G2 V distante circa 5000 anni luce e situata nella costellazione del Sagittario.

## Storia delle osservazioni
Il pianeta è stato rilevato per la prima volta dal progetto OGLE (Optical Gravitational Lensing Experiment) nel 2002. La stella di riferimento, OGLE-TR-10, è stata vista diminuire di intensità di una piccola quantità ogni tre giorni. La curva di luce del transito ricorda quella di HD 209458 b, il primo pianeta extrasolare scoperto due anni prima con il metodo del transito. Tuttavia, per avere un riscontro sulla probabile origine planetaria dell'oggetto e rilevarne la massa occorrevano osservazioni successive con il metodo della velocità radiale, perché altri oggetti come nane rosse e nane brune potevano dissimulare un transito planetario. Alla fine del 2004 il pianeta è stato confermato come la quinta scoperta planetaria effettuata da OGLE.

## Caratteristiche
Il pianeta è un tipico gioviano caldo avente massa circa metà di quella gioviana e una distanza orbitale di circa 1/24 di quella della Terra dal Sole. Una rivoluzione intorno alla stella richiede poco più di tre giorni per essere completata. Il pianeta ha un diametro leggermente maggiore di Giove, probabilmente a causa del calore della stella che ne inficia il raffreddamento e di conseguenza un compattamento del volume a causa della gravità.
OGLE-TR-10 è stato considerato candidato interessante dal team OGLE a seguito di alcune campagne osservative effettuate nel 2001 dirette verso il centro galattico. La possibile natura planetaria di un probabile corpo situato in prossimità dell'astro è risultata evidente a seguito di un'analisi spettroscopica. Un'indagine con lo strumento HIRES del Keck, ha fornito come risultante della velocità radiale una semi ampiezza di 100±43 m/s; un'indagine successiva del 2004 con gli spettroscopi UVES/FLAMES del VLT ha fornito una massa per il candidato pianeta di 0,7±0,3 MJ.
Uno scenario alternativo risultante da un'analisi che combina tutte le misurazioni conseguite delle velocità radiali disponibili con le curve di luce registrate da OGLE, proporrebbe per OGLE-TR-10 b una massa di 0,57±0,12 MJ e un raggio di 1,24±0,09 rJ. Questi parametri sono molto simili a quelli del primo pianeta extrasolare in transito scoperto, HD 209458 b.